# Kanurennsport-Europameisterschaften 2025
Die 35. Kanurennsport-Europameisterschaften wurden vom 19. bis 22. Juni 2025 in Račice u Štětí in Tschechien ausgetragen. Ausrichter war der Europäische Kanuverband ECA.

## Ergebnisse

### Männer

#### Kanadier
| Disziplin | Disziplin | Gold                              | Silber                          | Bronze                         |
| --------- | --------- | --------------------------------- | ------------------------------- | ------------------------------ |
| C1        | 200 m     | Pablo Graña                       | Oleksii Koliadych               | Andrij Rybatschok              |
| C1        | 500 m     | Martin Fuksa                      | Serghei Tarnovschi              | Cătălin Chirilă                |
| C1        | 1000 m    | Cătălin Chirilă                   | Martin Fuksa                    | Serghei Tarnovschi             |
| C1        | 5000 m    | Serghei Tarnovschi                | Wiktor Glazunow                 | Carlo Tacchini                 |
| C2        | 500 m     | Gabriele Casadei / Carlo Tacchini | Daniel Grijalba / Adrian Sieiro | Kristof Kollar / István Juhász |

#### Kajak
| Disziplin | Disziplin | Gold                                                                  | Silber                                                        | Bronze                                                              |
| --------- | --------- | --------------------------------------------------------------------- | ------------------------------------------------------------- | ------------------------------------------------------------------- |
| K1        | 200 m     | Strahinja Dragosavljevic                                              | Messias Baptista                                              | Carlos Arevalo                                                      |
| K1        | 500 m     | Ádám Varga                                                            | Alex Graneri                                                  | Josef Dostál                                                        |
| K1        | 1000 m    | Fernando Pimenta                                                      | Martin Nathell                                                | Bálint Kopasz                                                       |
| K1        | 5000 m    | Fernando Pimenta                                                      | Ádám Varga                                                    | Mads Pedersen                                                       |
| K2        | 500 m     | Jacob Schopf / Max Lemke                                              | Jakub Špicar / Daniel Havel                                   | Samuele Burgo / Tommaso Freschi                                     |
| K4        | 500 m     | PortugalGustavo Gonçalves João Ribeiro Messias Baptista Pedro Casinha | TschechienMichal Kulich Daniel Havel Jakub Špicar Radek Šlouf | PolenJakub Stepun Valerii Vichev Sławomir Witczak Jarosław Kajdanek |

### Frauen

#### Kanadier
| Disziplin | Disziplin | Gold                                 | Silber                         | Bronze                   |
| --------- | --------- | ------------------------------------ | ------------------------------ | ------------------------ |
| C1        | 200 m     | Dorota Borowska                      | Ljudmyla Lusan                 | Viktoriia Yarchevska     |
| C1        | 500 m     | Ljudmyla Lusan                       | Réka Opavszky                  | María Corbera            |
| C1        | 5000 m    | Zsófia Csorba                        | María Corbera                  | Daniela Cociu            |
| C2        | 200 m     | Àngels Moreno / Viktoriia Yarchevska | Ljudmyla Lusan / Iryna Fedoriw | Ágnes Kiss / Bianka Nagy |
| C2        | 500 m     | Àngels Moreno / Viktoriia Yarchevska | Ljudmyla Lusan / Iryna Fedoriw | Ágnes Kiss / Bianka Nagy |

#### Kajak
| Disziplin | Disziplin | Gold                                                   | Silber                                                          | Bronze                                                                          |
| --------- | --------- | ------------------------------------------------------ | --------------------------------------------------------------- | ------------------------------------------------------------------------------- |
| K1        | 200 m     | Anna Lucz                                              | Anja Osterman                                                   | Milica Novaković                                                                |
| K1        | 500 m     | Zsóka Csikós                                           | Anna Puławska                                                   | Milica Novaković                                                                |
| K1        | 1000 m    | Zsóka Csikós                                           | Melina Andersson                                                | Laura Pedruelo                                                                  |
| K1        | 5000 m    | Zsóka Csikós                                           | Susanna Cicali                                                  | Melina Andersson                                                                |
| K2        | 500 m     | Martyna Klatt / Anna Puławska                          | Paulina Paszek / Pauline Jagsch                                 | Blanka Kiss / Anna Lucz                                                         |
| K4        | 500 m     | UngarnSára Fojt Noémi Pupp Laura Ujfalvi Emese Kőhalmi | SpanienEstefanía Fernández Bárbara Pardo Lucía Val Sara Ouzande | DeutschlandPaulina Paszek Katharina Diederichs Pauline Jagsch Hannah Spielhagen |

### Mixed
| Disziplin | Disziplin | Gold                                                             | Silber                                                         | Bronze                                                               |
| --------- | --------- | ---------------------------------------------------------------- | -------------------------------------------------------------- | -------------------------------------------------------------------- |
| K4        | 5000 m    | SpanienÀngels Moreno María Corbera Adrián Sieiro Daniel Grijalba | UngarnRéka Opavszky Kristóf Kollár István Juhász Zsófia Csorba | MoldauSerghei Tarnovschi Maria Olărașu Daniela Cociu Oleg Tarnovschi |

### Para-Kanu

#### Männer
| Disziplin | Gold                | Silber          | Bronze          |
| --------- | ------------------- | --------------- | --------------- |
| KL1 200 m | Péter Kiss          | Rémy Boullé     | Róbert Suba     |
| KL2 200 m | David Phillipson    | Christian Volpi | Mykola Synjuk   |
| KL3 200 m | Serhij Jemeljanow   | Jonathan Young  | Juan Valle      |
| VL1 200 m | Moritz Berthold     | Alessio Bedin   | Taylor Gough    |
| VL2 200 m | Norberto Mourão     | Edward Clifton  | Higinio Rivero  |
| VL3 200 m | Wladyslaw Jepifanow | Stuart Wood     | Adrián Mosquera |

#### Frauen
| Disziplin | Gold               | Silber             | Bronze         |
| --------- | ------------------ | ------------------ | -------------- |
| KL1 200 m | Maryna Maschula    | nicht vergeben     | nicht vergeben |
| KL2 200 m | Charlotte Henshaw  | Katalin Varga      | Anja Adler     |
| KL3 200 m | Laura Sugar        | Nélia Barbosa      | María Jiménez  |
| VL1 200 m | Chinette Lauridsen | Viktoryia Shablova | Lillemor Köper |
| VL2 200 m | Veronica Biglia    | Inés Felipe        | Edina Müller   |
| VL3 200 m | Hope Gordon        | Charlotte Henshaw  | Eléa Charvet   |

## Medaillenspiegel
Ohne Para-Kanu
| Platz  | Land        | Gold | Silber | Bronze | Gesamt |
| ------ | ----------- | ---- | ------ | ------ | ------ |
| 1      | Ungarn      | 7    | 3      | 5      | 15     |
| 2      | Spanien     | 4    | 4      | 4      | 12     |
| 3      | Portugal    | 3    | 1      | –      | 4      |
| 4      | Polen       | 2    | 3      | 1      | 6      |
| 5      | Tschechien  | 1    | 3      | 1      | 5      |
| 5      | Ukraine     | 1    | 3      | 1      | 5      |
| 7      | Moldau      | 1    | 1      | 3      | 5      |
| 8      | Italien     | 1    | 1      | 2      | 4      |
| 9      | Deutschland | 1    | 1      | 1      | 3      |
| 10     | Serbien     | 1    | –      | 2      | 3      |
| 11     | Rumänien    | 1    | –      | 1      | 2      |
| 12     | Schweden    | –    | 2      | 1      | 3      |
| 13     | Slowenien   | –    | 1      | –      | 1      |
| 14     | Dänemark    | –    | –      | 1      | 1      |
| Gesamt | Gesamt      | 23   | 23     | 23     | 69     |